# Истанбулски метро
Истанбулски метро (тур. İstanbul metrosu) је брза транзитна железничка мрежа која опслужује град Истанбул. Осим линије М11, којом управља TCDD Taşımacılık, овим системом управља Metro Istanbul, јавно предузеће које контролише Метрополитанска општина Истанбула. Најстарија деоница метроа је линија М1, која је отворена 3. септембра 1989. Од 2024. систем сада укључује 159 станица у функцији, са још 36 у изградњи. Са 243,3 километра, Истанбул има 21. најдужу метро линију на свету и 5. у Европи. 
Систем се састоји од једанаест линија: линије означене М1А, M1B, М2, М3, М6, М7, М9 и М11 су на европској страни Босфора, док су линије М4, М5 и М8 на азијској страни. Због јединствене географије Истанбула и дубине Босфорског мореуза који дели град, европска и азијска метро мрежа се не повезују директно. Два дела града повезана су приградском железничком линијом Мармари, која је на више места повезана са метроом. Четири метро линије су у изградњи на азијској страни: М10, М12, М13 и М14. Поред тога, у току су радови на проширењу на линијама М7 и М11 (на европској страни) и линијама М4 и М5 (на азијској страни).
Поред приградске железнице Мармари, метро се повезује са линијама успињаче са мрежом истанбулског трамваја,  Метробуса и жичара.

## Станице
M2 (Istanbul Metro) (left) and Golden Horn Metro Bridge Station (right)Истанбулски метро систем има укупно 159 станица у функцији, а још 35 је у изградњи. Пошто је већина система подземна, станицама се углавном приступа спуштајући се са нивоа улице. На сваком улазу у станицу постоји стуб са логом истанбулског метроа „М“ и именом станице испод њега, осим на линији М11 која има лого „U“ поред сопствених улаза. Улази су обично уграђени у тротоаре дуж улице, иако многе станице новијих линија имају улазе са нивоа улице на малим трговима.
Попут московског метроа, већина станица истанбулског метроа је углавном дубока због брдовите географије града.
Од 159 оперативних станица истанбулског метроа:
- 143 су потпуно под земљом
- 7 су повишене станице
- 7 су на насипу или на нивоу
- 2 су делимично под земљом

## Линије
Свака линија је означена различитом бојом и именом. Слово „М“ означава метро, „Т“ означава трамвај, „F“ жичару, „TF“ кабинску жичару, а „B“ приградску железницу. За иконице се користи фонт Frutiger LT Pro.
| Линија  | Страна   | Датум отварања | Дужина    | Број станица |
| ------- | -------- | -------------- | --------- | ------------ |
|         | Eвропска | 1989           | 26.8 km   | 23           |
|         | Eвропска | 2000           | 23.49 km  | 16           |
|         | Eвропска | 2013           | 26.7 km   | 19           |
|         | Aзијска  | 2012           | 33.5 km   | 23           |
|         | Aзијска  | 2017           | 26.5 km   | 20           |
|         | Eвропска | 2015           | 3.3 km    | 4            |
|         | Eвропска | 2020           | 20 km     | 17           |
|         | Aзијска  | 2023           | 14.27 km  | 13           |
|         | Eвропска | 2021           | 17.2 km   | 14           |
|         | Eвропска | 2023           | 51.5 km   | 10           |
| укупно: | укупно:  |                | 243.26 km | 159          |

## Будућа проширења
У оквиру циља о проширењу мреже градског железничког саобраћаја на 630 км до 2030., истанбулски метро има неколико линија које су у изградњи или планиране. Пошто град нема раширену железничку мрежу, општина има за циљ да метро линијама повеже урбана подручја града која немају приступдвема приобалним железницама.
Због јединствене географије града и дубине Босфора који дели град, ниједна од тренутних линија истанбулског метроа не прелази мореуз; линије су у потпуности лоциране или на европској или азијској страни града. Министарство саобраћаја и инфраструктуре започело је 2019. планирање линије од 30,2 км која би повезивала европску и азијску страну преко тунела испод Босфора такође пројектованог за друмски саобраћај.